# 星塵 (虛構人物)
星塵是五维介质的虚构人物，基于提供语音库的用户生成内容模式开发，由中国网络歌手茶理理录制。星尘的Vocaloid 4版语音库于2016年发行，Synthesizer V AI版于2022年发行。

## 发展
星尘留有灰白色同时发出钴蓝色光晕的长发且绑着四个马尾，拥有黄色的瞳孔，穿着暗蓝色抹胸裙和灰色的膝上襪，手上托着星形八面體。
星尘的原型是同人专辑系列《平行四界》的看板娘“平行四界子”。2015年2月16日，平行四界子的造型表公开，由中国插画师November透明星绘制。2015年5月28日，上海禾念公布平行四界子的Vocaloid语音库开发计划，此前平行四界在愚人节开的将四界子Vocaloid化的玩笑成为现实。隔日，确定了沿用之前的人物造型，但由于粉丝认为其造型与初音未来雷同，在几天后便宣布将会重新设计，人物造型继续由November透明星创作，图像则由ideolo绘制。2016年2月20日，新角色“星尘”公开，宣布配音为中国歌手茶理理，在新的设计中，对称的四马尾被改为下四马尾。

## 语音库
- 《Vocaloid 4 Library：星尘》是上海禾念开发的Vocaloid 4歌声库，作为Vocaloid 4 Editor的歌声插件于2016年4月13日由平行四界发行，支持Windows。此库的推荐节奏为每分钟60至170拍，推荐音域为A2至F♯4。安装程序内并未附带呼吸音音频，需要在项目前制作人Ddickky分享的链接下载。

- 《Synthesizer V AI：星尘Infinity》是平行四界开发的Synthesizer V AI歌声库，作为Synthesizer V Studio的歌声插件于2022年2月20日发行，支持Linux、macOS和Windows。

## 相关角色

### Minus
永夜Minus旧名星尘Minus，是五维介质的虚构人物，由中国网络歌手碎花子录制。她在五维介质宇宙中是名对立角色，外观与星尘相似。
- 《Synthesizer V：星尘Minus》是平行四界开发的Synthesizer V Standard歌声库，作为Synthesizer V Studio的歌声插件于2020年9月10日发行。此库收录D4、A3、G4和C5四个音阶。

- 《Synthesizer V AI：永夜Minus》是平行四界开发的Synthesizer V AI歌声库，作为Synthesizer V Studio的歌声插件于2023年12月17日发行。